# 1130-talet

## Händelser
- 26 mars 1130 - Inbördeskrig utbryter i Norge och pågår till 1240.
- 1130 - Sverker den äldre blir kung av Sverige.

## Födda
- Karl Sverkersson (född under detta årtionde), kung av Sverige 1161–1167.

## Avlidna
- 26 mars 1130 - Sigurd Jorsalafarare, kung av Norge.
- 1130 - Margareta Fredkulla, prinsessa av Sverige och drottning av Norge.
- 25 juni 1134 - Nils av Danmark, kung av Danmark.
- 14 december 1136 - Harald Gille, kung av Norge.
- 18 juli 1137 - Erik Emune, kung av Danmark.
- 1139 - Magnus Sigurdsson, kung av Norge.
- 1139 - Kristin Knutsdotter, drottning av Norge.